# NGC 7246
NGC 7246 é uma galáxia espiral (Sa) localizada na direcção da constelação de Aquarius. Possui uma declinação de -15° 34' 12" e uma ascensão recta de 22 horas, 17 minutos e 42,6 segundos.
A galáxia NGC 7246 foi descoberta em 6 de Setembro de 1793 por William Herschel.